# CafeConf

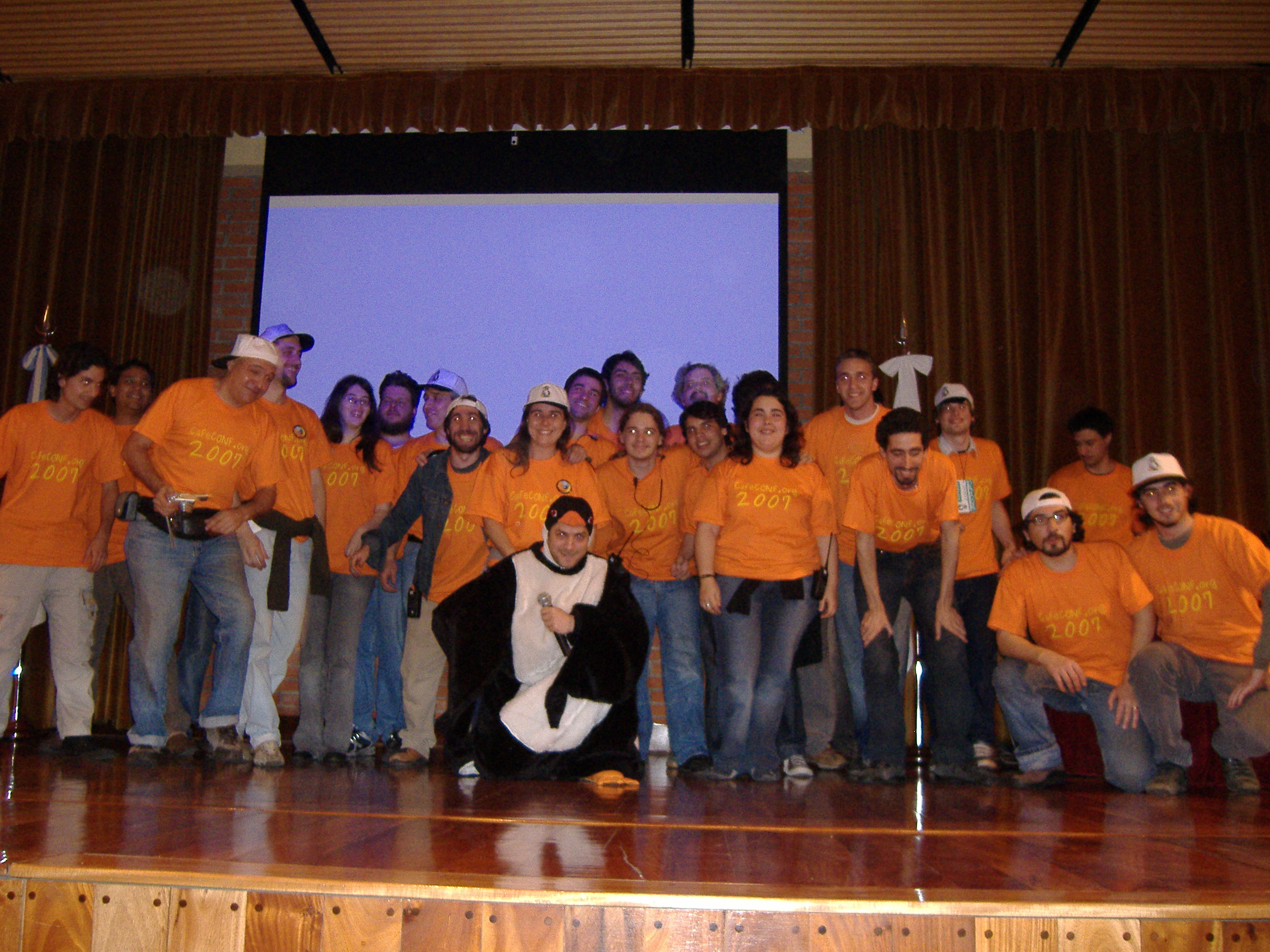
Foto del grupo organizador de CaFeCONF 2007.

CaFeCONF (antes denominada Conferencia Anual de CaFeLUG) es uno de los eventos que reúne activistas del Software libre de Argentina y países vecinos. Con invitados como Roberto Di Cosmo o John “Maddog” Hall, las CaFeConf han superado con creces el promedio de 1500 asistentes por evento. Es un evento libre y gratuito que realiza todos los años CaFeLUG, el grupo de usuarios de software libre de Capital Federal. Junto a las Jornadas Regionales de Software Libre es uno de los eventos de software libre más importantes de la Argentina.
El mismo es un evento de difusión y capacitación donde expertos en diferentes áreas disertan sobre diversas temáticas, brindando charlas de todos los niveles y abarcando la mayor cantidad de temas posibles.

## Ediciones
Hasta el momento se realizaron seis ediciones. La primera edición se realizó en el año 2002, y la última en el año 2007.

### CaFeCONF 2007, 6.ª. Conferencia Abierta de GNU/Linux y Software Libre[3]

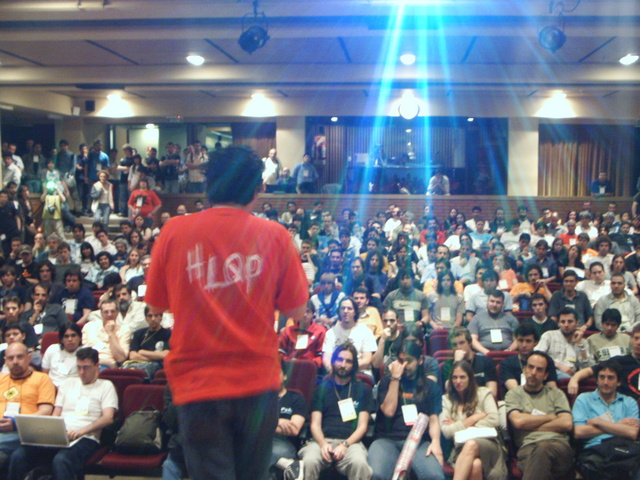
Cierre del evento CaFeCONF 2006.

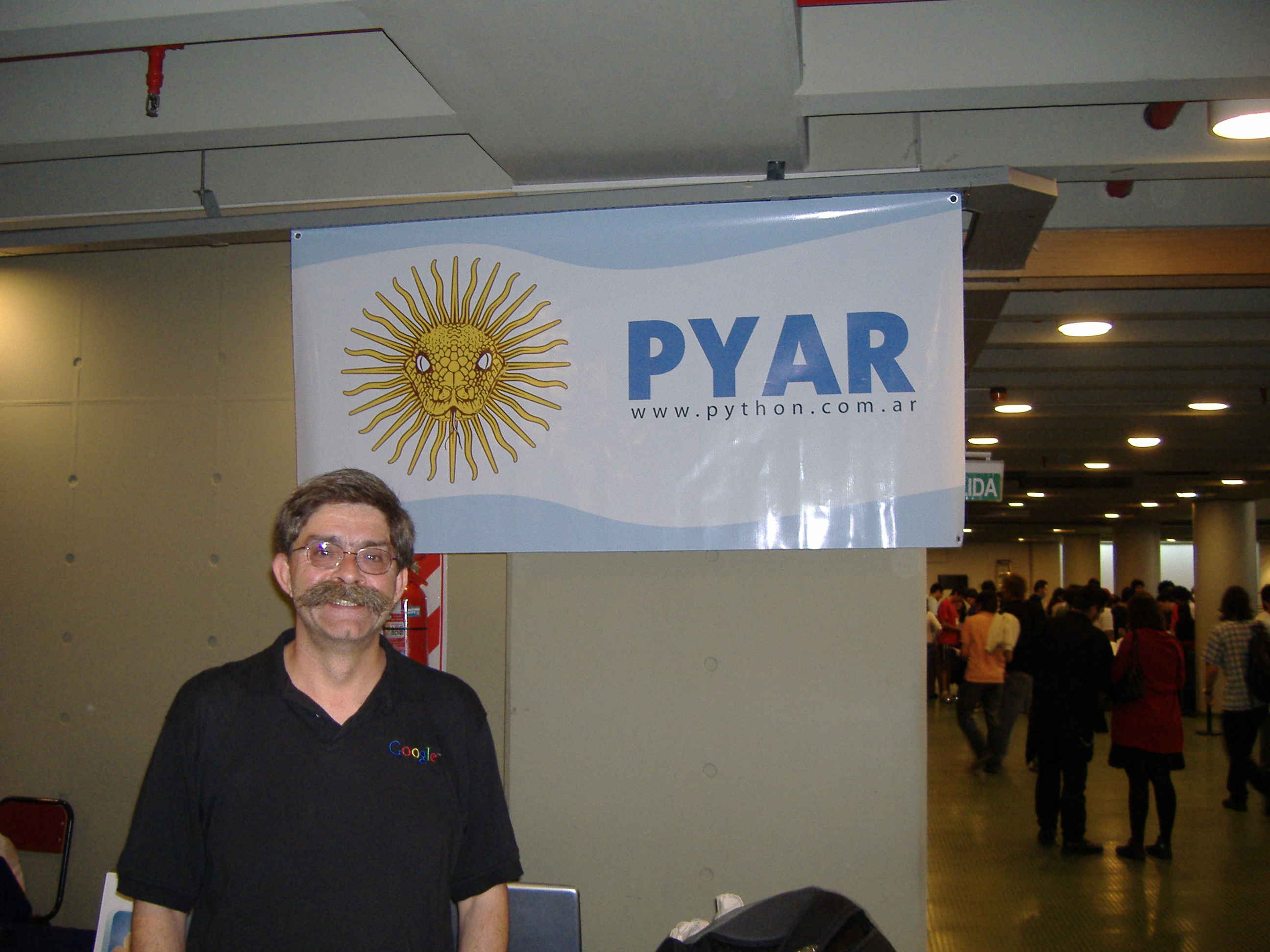
Alex Martelli, key note de CaFeCONF 2006.

Esta edición se realizó el 5 y 6 de octubre de 2007 en la UADE, Universidad Argentina de la Empresa. Nuevamente, como en el año 2006, uno de los objetivos principales fue convocar a estudiantes y profesores de nivel medio. Este objetivo se logró a través de una nueva edición de Aulas Libres (sub evento organizado por Gleducar). Estas conferencias fueron patrocinadas por las empresas Google, Globant, Red Hat, Proyecto Fedora en Argentina, Intel, tecso y editorial O'Reilly.
Balance del año 2007:
- 2000 pre-acreditados.

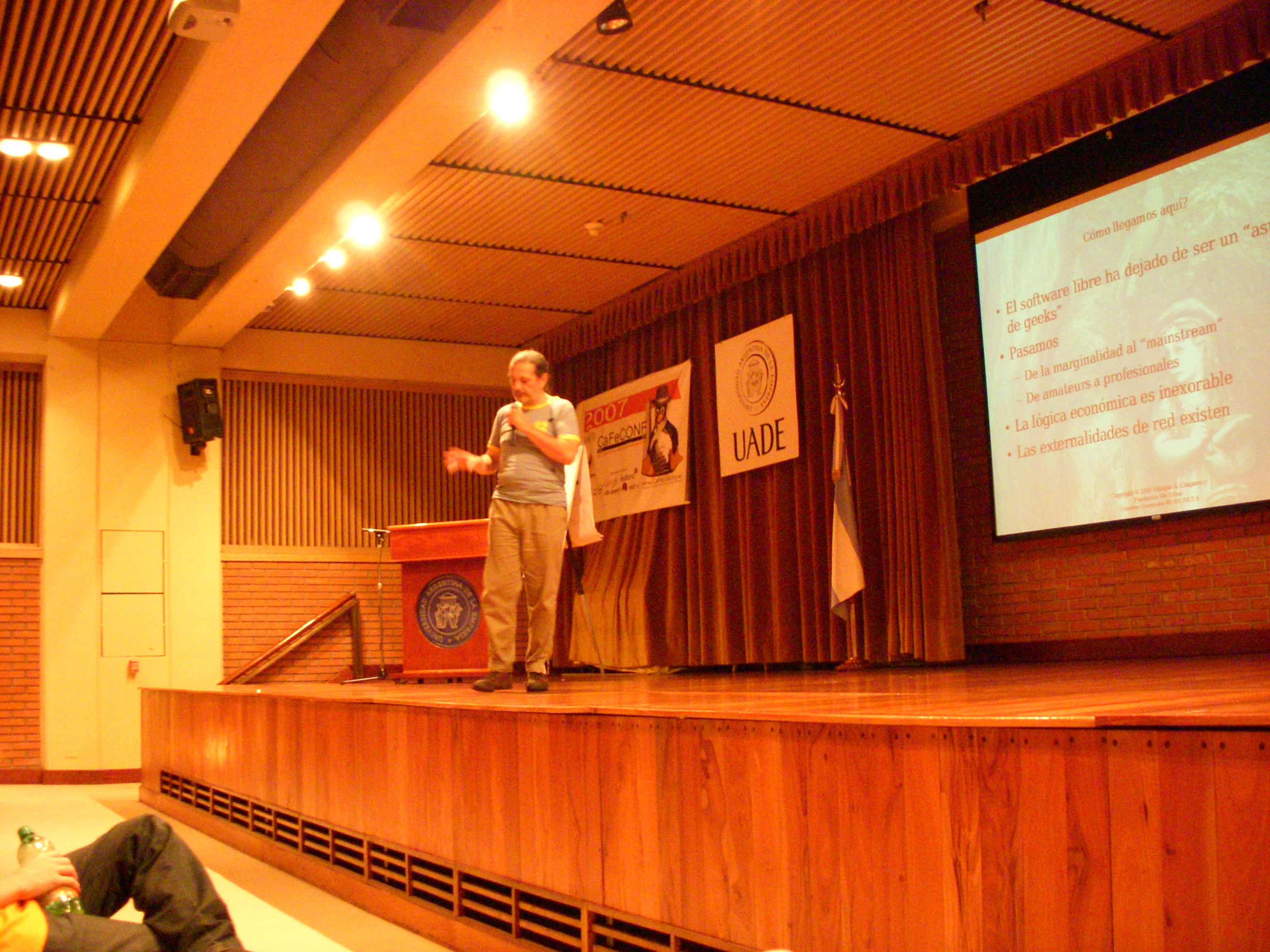
Disertación "Caperucita en el bosque" por Enrique Chaparro, key note de CaFeCONF 2007.

- 1200 participantes aproximadamente.
- Transmisión vía Internet tradicional en ogg theora[5] e Internet2 utilizando únicamente herramientas de software libre gracias al apoyo de GISS e Innovared.
- Transmisión en vivo y en directo del streaming desde el diario Página 12 en la web.[6]
- Una notable cobertura de prensa previa y posterior al evento: Canal-ar, Dominio Digital, Infobae[7] e Infobae profesional,[8] La Nación, Página 12,[9] Radio del Plata, The Inquirer, TN entre muchos otros medios de comunicación.
- Las comunidades que montaron sus stands en el hall: Buenos Aires Libre, Gleducar, Grulic, Lanux, Linuxteros, Lugro, Lugum, OpenBSDeros, PyAr, RubyLit y Ruby Argentina, Solar, Ubuntu-ar, Vía Libre y Wikimedia Argentina, entre otros.

Invitado destacado de la comunidad del software libre de Argentina:
- Enrique Chaparro miembro de la Fundación Vía Libre y entonces Vicepresidente de Wikimedia Argentina[10]

### CaFeCONF 2006, 5.ª. Conferencia Abierta de GNU/Linux y Software Libre[11]
Esta edición se realizó el 10 y 11 de noviembre de 2006 en la UADE, Universidad Argentina de la Empresa. Tuvo como objetivo convocar a los alumnos y profesores de nivel medio para mostrarles las herramientas disponibles para realizar sus tareas diarias y como interactuar con las ya existentes. Se planeó mostrarle a los asistentes los beneficios que obtendrán al utilizarlas, lo que representaría un gran paso para la incorporación del software libre en la educación. Por supuesto, no se dejó de lado las charlas técnicas, filosóficas, tutoriales.
Por segunda vez consecutiva la Ciudad de Buenos Aires declara de Interés Cultural al evento y por primera vez es declarado de Interés Educativo por el Ministerio de Educación de Argentina
Se realizaron 114 conferencias, talleres y tutoriales. En esta oportunidad se realizó haciendo uso únicamente de herramientas libres transmisión en vivo por Internet en formato ogg theora de las disertaciones que se otorgaban en las aulas principales.
Invitados especiales:
- Anna Ravenscroft y Alex Martelli, de la Python Software Foundation (EE. UU.)
- Martín Langhoff, del Proyecto Moodle y Catalyst (Nueva Zelanda)

### CaFeCONF 2005, 4.ª. Conferencia Abierta de GNU/Linux y Software Libre[15]

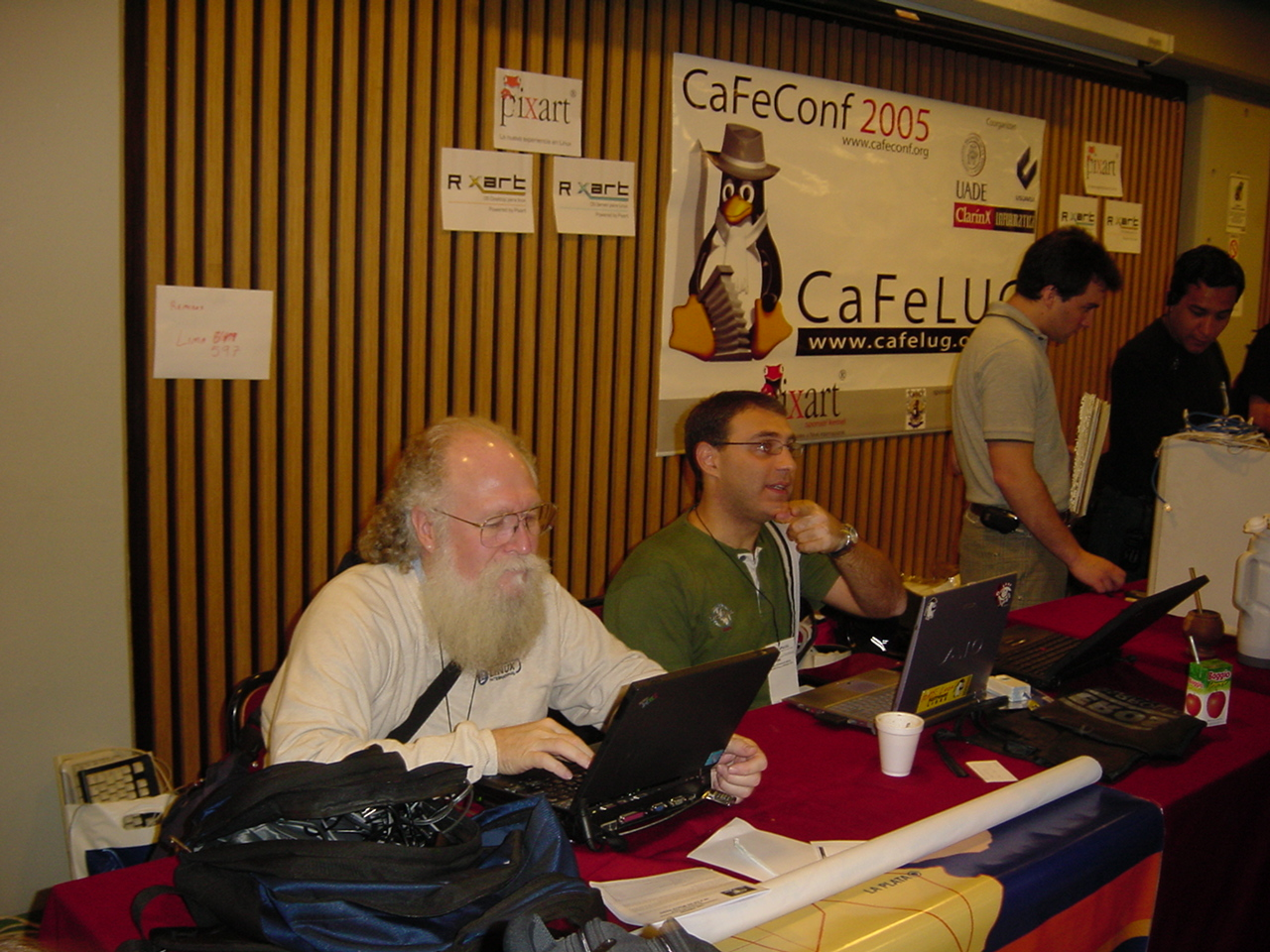
Jon Maddog Hall, key note de CaFeCONF 2005.

Para este evento se decide que el nombre principal del mismo sea CaFeCONF. Dicho, fue declarado de interés cultural por la Honorable Legislatura de la Ciudad Autónoma de Buenos Aires.
Se llevó a cabo durante los días 13, 14 y 15 de octubre de 2005 en la UADE (Universidad Argentina de la Empresa). Estuvo dirigido a todo tipo de público.
Se realizaron 115 charlas, en aulas equipadas con cañón de proyección, audio y conectividad a internet. Asistieron 1400 personas.
Se comenzaron a realizar talleres en laboratorios de informática.
Invitados destacados de la comunidad del software libre:
- Jon "maddog" Hall (EE. UU.)
- Roberto di Cosmo, autor de Trampa en el Ciberespacio (Francia).

### 3.ª. Conferencia Abierta de GNU/Linux y Software Libre[17]
Pensando en un evento más técnico, ese año la mayoría de las charlas se realizaron para usuarios más avanzados.
Para este evento se buscó un lugar en donde dar distintas charlas en simultáneo, por eso se recurrió a la UADE, Universidad Argentina de la Empresa. La asistencia fue mucho mayor en comparación con los anteriores años. Pasaron por el evento unas 1300 personas entre las cuales, hubo visitantes de diferentes partes del país y de otros países como México, Brasil, Uruguay y Chile. Ese año el evento fue patrocinado por Users Linux, Xtech, Dominio Digital, COR technologies, Pixart Argentina y Mundo Linux

### 2.ª Conferencia Abierta de GNU/Linux[18]
El evento se realizó los días 5 y 6 de septiembre de 2003 en la Facultad de Ciencias Exactas de la Universidad de Buenos Aires (UBA) y asistieron unas 400 personas.

### Primera Conferencia Abierta de GNU/Linux[19]
Se denominó "Conferencia Abierta de GNU/Linux", y se realizó los días 30 y 31 de agosto del 2002 en la Facultad de Ingeniería de la Universidad de Buenos Aires (UBA). Contó con la asistencia de 600 personas durante el día del evento.
Este evento fue patrocinado por Prentice Hall, Xtech, SUSE, SUN, Caldera Linux, Corel Linux, Linux College, Dominio Digital, IT Business, Information Technology, Realiable Antivirus.
Todas las charlas otorgadas fueron grabadas en ogg vorbis y publicadas en el sitio web